# キヤノン EOS R6
キヤノン EOS R6は、キヤノンが2020年に発売したミラーレス一眼カメラである。

## 概要
EOS Rシステムを採用したカメラで高画素モデルのキヤノン EOS R5と同時に発売が発表された。連写性能や画質を重視したハイアマチュアモデルと位置づけられている。本機はデジタル一眼レフカメラのキヤノン EOS-1D X Mark IIIに搭載されているセンサーを一部仕様変更したセンサーが搭載されている。
EOS Rシステムとしてはボディ内手ぶれ補正機能が初めて搭載され、レンズ側の光学式手ぶれ補正機能と協調することが可能で、これにより手ぶれ補正機能は8段までカバーできるようになっている。なお、手ぶれ補正機能向上に伴い、地球の自転による影響の対策がされている。
EOS R及びEOS RPはUSB端子からは充電のみ対応していたが、本機ではEOSシリーズとして初めてUSB端子からの給電に対応している。別売りのPD-E1やUSB PD対応の充電器・モバイルバッテリーからの充電及び給電に対応している。

## 主な仕様
- 撮影素子：約35.9mm × 23.9mm（35mmフルサイズ）
- 有効画素数：2,010万画素
- 記録画素数：最大約2000万画素（5472×3648）※EF-S(APS-C専用)レンズ使用時、最大約770万画素（3408×2272）
- 動画記録: 4K UHD(3840×2160) 最大60fps / Full HD(1920×1080) 最大120fps
- 画像エンジン：DIGIC X
- 使用レンズ：キヤノンRFマウントレンズ（別途EF EOS Rアダプターを使用することでEF-Mを除く、キヤノンEFマウントレンズ（EF-Sを含む）も使用可能）
- レンズマウント：キヤノンRFマウント
- フォーカス：最大1,053（デュアルピクセルCMOSオートフォーカス）
- ISO感度：100-102,400相当（拡張感度:204,800）
- シャッタースピード：1/8000-30秒またはバルブモード
- シャッター方式：機械式、電子先幕、電子シャッター（EF-Sレンズを除く）
- 連続撮影：最大12枚/秒（電子シャッター使用時：最大20枚/秒）
- ビューファインダー：約369万画素有機EL電子ビューファインダー
- 液晶モニター：3.0型約162万画素タッチパネル式TFT液晶（バリアングル方式）
- 記録媒体：SD/SDHC/SDXCメモリーカード(UHS-II)
- 充電：PD-E1またはUSB PD対応の充電器
- 使用電池：LP-E6NH(旧来のLP-E6及びLP-E6Nにも対応する)
- 材質：ポリカーボネート（外装）、マグネシウム合金（内部）

## 注記
1. 1 2 3  キヤノン株式会社・キヤノンマーケティングジャパン株式会社 (2020年7月9日). “最高約20コマ⁄秒連写のフルサイズミラーレスカメラ"EOS R6"を発売” 2021年10月21日閲覧。
2. ↑  猪狩友則 (2020年7月14日). “EOS R5・EOS R6で"最大8.0段"の手ブレ補正”. デジカメ Watch (株式会社インプレス) 2021年10月21日閲覧。